# ستانلي كووي
ستانلي كووي (بالإنجليزية: Stanley Cowie)‏ هو لاعب كرة قدم بريطاني (وحمل سابقاً جنسية المملكة المتحدة لبريطانيا العظمى وأيرلندا) في مركز مهاجم داخلي، ولد في 1890 في نيوكاسل أبون تاين في المملكة المتحدة، وتوفي في 1 أغسطس 1927. لعب مع نادي إكزتر سيتي ونادي باري تاون يونايتد ونادي بلاكبول.